# Insurrection du Sinaï
- Territoire contrôlé par le gouvernement.
- Territoire contrôlé par les djihadistes de Wilayat Sinaï.

Crise égyptienne
L'insurrection du Sinaï est un conflit dans la péninsule du Sinaï entre l'armée égyptienne, et des groupes djihadistes. L'insurrection est une conséquence de la révolution égyptienne de 2011 et du mécontentement populaire de la population locale délaissée par le pouvoir central.

## Histoire

### Contexte
Principalement soufiste, la péninsule du Sinaï a longtemps servi au passage de contrebande. Le peu de présence gouvernementale dans la péninsule aurait nui à la population bédouine locale, qui prioriserait le sentiment d'appartenance à la tribu au-dessus de toute autre chose[réf. souhaitée]. Les terres inhospitalières et le manque de ressources de la région en font un endroit pauvre, terreau fertile à l'insatisfaction.
À la suite de la révolution égyptienne de 2011, qui a culminé avec la chute du régime d'Hosni Mubarak, le pays est devenu instable, créant un certain « vide » dans la péninsule. Des éléments radicaux islamiques ont exploité la situation en lançant des vagues d'attaques contre les installations militaires et commerciales égyptiennes.
Selon The Economist, l'insurrection implique des Bédouins armés « qui critiquent depuis longtemps le gouvernement centralisé du Caire », auquel ils reprochent de « ne pas pouvoir rejoindre l'armée ou la police, la difficulté d'être engagés dans des emplois touristiques et la saisie de plusieurs de leurs terres ».

### Février 2011: Premières attaques
Les premières attaques des insurgés se produisent à la fin de février 2011 et se concentrent sur des sections du gazoduc arabe en Jordanie, Syrie et au Liban, ainsi qu'une ramification allant d'El-Arich à Israël. Cela a pour conséquence de perturber l'approvisionnement en carburant de la région.

### Juillet-août 2011: Opération Aigle
Le 30 juillet, des militants attaquent un poste de police à El-Arich, tuant six personnes.
Le 2 août, un groupe affirmant être de la branche du Sinaï d'Al-Qaeda affirme son intention de créer un califat islamique au Sinaï.
Le 14 août, le gouvernement égyptien lance l'opération Eagle, une campagne militaire visant à mettre fin à l'insurrection.

### Août 2012: Opération Sinaï
Un an plus tard, le 5 août 2012, un groupe d'environ 35 hommes armés, prennent d'assaut une base militaire égyptienne, tuant 16 soldats égyptiens et volant deux véhicules blindés et s'introduisant en Israël. À la frontière de Kerem Shalom, ils échangent des tirs avec des soldats de l'Armée de défense d'Israël. Six des attaquants sont tués,
L'offensive d'août entraîne le déploiement dans la péninsule de l'opération Sinaï, à laquelle participe l'armée égyptienne, les forces spéciales de police et l'armée de l'air. Au début septembre, l'opération a mené à la mort de 32 militants et suspects, 2 civils et 38 arrestations.

### Mai 2013: Prise d'otages
En mai 2013, un certain nombre d'officiers de police de l'armée sont pris en otage dans la péninsule. Des vidéos des otages suppliant pour leur vie ont circulé sur l'Internet. Le 20-21 mai, des troupes égyptiennes, avec un soutien aérien héliporté, envahissent certains villages du nord du Sinaï, le long de la frontière avec Israël. Les otages sont relâchés le 22, après des pourparlers entre les preneurs d'otages et Bédouins.

### Été 2013: Coup d'État et recrudescence de la violence
À la suite de la chute de Mohamed Morsi le 3 juillet, il y a une recrudescence de la violence dans la région,. Plusieurs attaques envers les forces de sécurité sont observées, que certains attribuent aux Frères musulmans. Lors des deux semaines suivant le 3 juillet, 39 attaques sont recensées dans le nord du Sinaï.
Les forces égyptiennes envoient deux bataillons supplémentaires dans la région. Les affrontements font plusieurs dizaines de morts. Le 15 juillet, l'attaque d'un autobus transportant des travailleurs de la Al-Arish Cement Company, opérée par l'armée, entraîne le plus grand nombre de victimes civiles alors que cinq personnes sont tuées et 15 blessées. Le 16, on enregistre de violents affrontement concentrés à Al-Masa'id, Al-Joura et à Al-Ahrash.
Les opérations se situent principalement dans une zone de 40 kilomètres située entre Al-Arish et Sheikh Zuweid, s'étendant vers le nord envers Rafah, le long de la frontière avec Israël.
Le 27, l'opération Desert Storm est lancée conjointement par deux unités de l'armée, avec l'appui de la marine et de l'armée de l'air, et devait initialement durer 48 heures. Des témoignages affirment que les militaires bloquent toutes les routes, ponts et tunnels menant du nord du Sinaï à d'autres provinces de l'Égypte. Le journal Al-Masri al-youm affirme qu'en date du 3 août, la plupart des terroristes sont arrêtés.
Le 18 août, 25 policiers égyptiens sont exécutés alors que des hommes armés arrêtent deux minibus dans le nord du Sinaï. Les militaires égyptiens arrêtent onze personnes soupçonnées d'être impliquées dans l'affaire, incluant cinq membres du Hamas, trois résidents locaux et trois étrangers. Une personne confesse les meurtres le 1er septembre.
Selon un porte-parole militaire, du 5 juillet au 23 août, les opérations au Sinaï ont mené à la mort de 78 suspects, dont 32 étrangers, 116 blessés et 203 arrestations, incluant 48 étrangers. On affirme également que 343 tunnels entre l'Égypte et Gaza ont été détruits,.

### Septembre-décembre 2013: Attentats
Le 3 septembre, quinze militants islamistes sont tués lors d'une attaque effectuée par des hélicoptères militaires. Le 7 septembre, l'armée lance une nouvelle opération dans la région, impliquant des tanks et au moins six hélicoptères Apache. L'armée se déploie dans des zones près de la Bande de Gaza. Lors des trois jours de l'opération, un officier, deux soldats et 29 militants sont tués alors que 39 militants sont arrêtés,.
Le 11 septembre, un attentat-suicide ciblant le quartier général des installations militaires égyptiennes à Rafah ainsi qu'une voiture piégée visant un checkpoint de l'armée font au moins 9 morts chez les militaires.
Le 24 décembre, l'explosion d'une bombe au Security Directorate de Dakhleya fait 16 morts et plus de 134 blessés à Mansourah. L'attentat est revendiqué par Ansar Bait al-Maqdis,.
À la fin de l'année, l'armée égyptienne prend le dessus, notamment sur le groupe Ansar Bait al-Maqdis. Cependant, environ un millier de militants se cachent toujours à Jabal Halal et dans la région d'Jabal Amer. L'armée y planifie une intervention lors d'une offensive prévue au printemps de l'année suivante*.

### 2014
Le 26 janvier, des hommes armés et masqués attaquent un autobus transportant des soldats au Sinaï, faisant au moins trois morts et 11 blessés. Plus tard le même jour, le groupe Ansar Beit al-Maqdis affirme avoir « abattu un hélicoptère militaire dans les environs de la ville de Sheikh Zuweid à l'aide d'un missile sol-air, tuant tout son équipage,. »
Le 3 février, dans ce qui est considéré comme la plus vaste opération militaire égyptienne déployée dans la région, 30 suspects sont tués, 15 blessés et 16 autres arrêtés à la suite d'une série de frappes aériennes.
Le 16, un autobus transportant une délégation religieuse sud-coréenne explose à Taba (en), à la frontière du golfe d'Aqaba et de Eilat. L'explosion fait 4 morts, dont 3 Sud-Coréens et le chauffeur égyptien, et 17 blessés,.
Le 24 octobre 2014, le Conseil de défense présidé par Abdel Fattah al-Sisi réuni à Sheikh Zuweid situé au nord-ouest d'El-Arich, dans le nord de la péninsule a décrété un état d'urgence de trois mois sur la partie nord. Cette décision intervient peu après qu'un terroriste kamikaze a tué 30 soldats et fait 29 blessés, dont un haut responsable de l'armée et cinq officiers, en lançant sa voiture bourrée d'explosifs contre un checkpoint militaire. Il s'agit de l'attaque la plus meurtrière contre l’armée égyptienne depuis la destitution de Mohamed Morsi. Un deuil national de trois jours a été décrété. L’état d'urgence couvre un périmètre allant de la ville de Rafah sur la frontière avec la bande de Gaza, jusqu'à l'ouest d'El-Arich. Un groupe jihadiste, Ansar Beït al-Maqdess (Les Partisans de Jérusalem, en arabe), qui est basé dans le nord du Sinaï, a la plupart du temps revendiqué les attentats visant les forces égyptiennes depuis l'été 2013. Le président égyptien a accusé « des soutiens de l'étranger » et décidé de fermer jusqu'à nouvel ordre le point de passage de Rafah entre la bande de Gaza et l’Égypte.
À la suite de ces attaques un responsable égyptien a déclaré le 26 octobre qu'elles étaient le « travail » de militants palestiniens et que la « seule solution » pour arrêter ce type d'attaques est de créer une zone tampon de 500 mètres de large sur 14 kilomètres entre le Sinaï et la bande de Gaza. Pour l’armée égyptienne « il n'y a pas de doutes que des éléments palestiniens ont pris part aux attaques » et qu'ils se sont infiltrés depuis la bande de Gaza par les tunnels sous la frontière, la « seule solution » pour empêcher ces attaques par ces supposés militants palestiniens. Du fait de la fermeture du point de passage de Rafah, l’Égypte a annulé la reprise des négociations indirectes entre Israël et le Hamas qui devaient se tenir au Caire, la délégation du Hamas ne pouvant se rendre en Égypte,. Le 29 octobre l’Égypte a entamé la mise en place d’une zone-tampon à sa frontière avec la bande de Gaza obligeant des dizaines de familles à quitter ce secteur du nord du Sinaï. Abdel Fattah al-Sissi avait promis « une réponse implacable à la menace existentielle que représentent les jihadistes pour l’Égypte ». Il a annoncé que de nombreuses mesures allaient être prises dans cette zone frontalière « pour traiter le problème à sa racine».

### 2015
Le 25 février, plusieurs dizaines d'islamistes ont été tués par l'armée égyptienne dans le nord du Sinaï. Des hélicoptères Apache ont détruit quatre véhicules, tuant 18 militants islamistes présumés. Vingt autres ont été tués dans le bombardement de bâtiments dans la ville de Cheikh Zouweid.
Le 1er juillet, une vague d'attaques sans précédent est lancée par l'État islamique sur plusieurs positions de l'armée égyptienne. Au moins 70 soldats et 38 djihadistes sont tués dans des attentats et des combats. L'armée affirme avoir fait une centaine de morts chez les assaillants,. Le 7 juillet, l'armée égyptienne affirme avoir tué 241 djihadistes et arrêté 29 suspects dans les combats livrés du 1er au 5 juillet et ne reconnaît officiellement que la mort de 21 soldats,.
Le 16 juillet, au large de Rafah, une vedette de la marine égyptienne est frappée par un missile tiré par l'EI depuis la côte. Une partie du navire est incendié mais les dégâts matériels restent légers et aucun soldat n'est tué,.

### 2016
L'armée égyptienne affirme avoir fait 60 morts et 40 blessés dans les rangs des « terroristes » et détruit 27 véhicules le 25 mars 2016 lors de combats dans la région de Cheikh Zoueid, au sud de Rafah.
Le 14 octobre, douze soldats égyptiens sont tués dans l'attaque, revendiquée par l'EI, d'un poste de contrôle dans le nord de la péninsule du Sinaï par des tirs au mortier et des roquettes. Par ailleurs, 15 « terroristes » sont également tués. En représailles, l'armée égyptienne mène des raids aériens dans le nord de la péninsule du Sinaï.

### 2017
Le 23 mars, quinze djihadistes et dix soldats égyptiens sont morts lors d'un accrochage au sud de la ville d'Al-Arich. Le 25 mars, quatre soldats égyptiens sont tués dans l'explosion d'une bombe qui touche leur véhicule blindé à une vingtaine de kilomètres au sud de la ville côtière d'Al Arich.
Le 2 avril, l'armée égyptienne annonce la mort d'Abou Anas al-Ansari, un des cadres fondateurs de la branche locale de l'EI, dans un raid aérien. Le 20 avril, des raids aériens de l'armée égyptienne tuent 19 membres de l'EI dont le chef du comité chargé des questions religieuses et responsable des interrogatoires pour le groupe Ansar Beït al-Maqdess.

### 2019
Le 9 avril, quatre policiers et trois civils sont tués dans un attentat à la bombe perpétré par un jeune kamikaze de 15 ans dans le Nord-Sinaï.

### 2021
Après avoir mené une politique de répression brutale, les autorités égyptiennes utilisent depuis 2020 une approche plus conciliante avec les tribus pour amener les insurgés à se rendre.
L’insurrection djihadiste, qui a compté jusqu’à 2000 combattants en 2014 au moment de son ralliement au « califat » de l’État islamique, est en 2021 très affaiblie. Ses dizaines d’hommes armés n'ont plus la capacité de mener des attaques frontales et meurtrières contre les postes de l’armée et se contentent d’embuscades à l’explosif sur les routes.

## Réaction d'Israël
À la suite de l'insurrection, et du fait de ses liens probables avec le Hamas, Israël a annoncé la construction d'une barrière de 5 m de haut le long de ses 240 km de frontière avec l'Égypte au Sinaï, qui doit être terminée en 2013. Israël a toutefois à plusieurs reprises salué « les efforts de l'armée égyptienne pour lutter contre le terrorisme dans le Sinaï ». De plus certains observateurs soupçonnent Israël d'intervenir directement contre les islamistes sur le sol égyptien, l'armée égyptienne couvrant Israël en revendiquant les bombardements, ce que les intéressés démentent,.
De plus, en vertu des accords de paix entre Israël et l'Égypte, Israël a un droit de regard sur les troupes égyptiennes déployées dans cette zone, et a donné son accord pour leur accroissement en réaction à l'insurrection.
Dans un entretien en arabe à la chaîne Al-Jazeera en date du 3 juillet 2015, un général israélien a accusé des membres de la branche militaire du Hamas de fournir une aide en armes et en logistique aux islamistes du Sinaï. Le Hamas a rejeté ces accusations.

### Bande de Gaza
Sur les quelque 15 principaux groupes terroristes opérant dans le désert du Sinaï, les groupes terroristes les plus dominants et actifs auraient, d'après le journal "Times of Israel" des relations étroites avec la bande de Gaza. Selon la même source, l'Armée de l'Islam, figurant sur la liste des organisations terroristes des États-Unis et basée dans la bande de Gaza, serait responsable de l'entraînement de fourniture d'armes à nombreuses organisations terroristes djihadistes dans le Sinaï et Mohammed Dormosh, leader de l'Armée de l'Islam, serait connu pour ses liens étroits avec la direction du Hamas. Selon d'autres sources israéliennes l'Armée de l'Islam formerait ainsi des djihadistes qui retournent ensuite dans la péninsule du Sinaï pour s'engager dans des activités terroristes et djihadistes.
Le 3 février 2018, le New York Times publie des informations confidentielles démontrant qu'Israël a bombardé au moins 100 fois la Wilayat Sinaï, et qu'Israël soutient l'Égypte face à l'insurrection grâce au renseignement.